# Русский счёт (фильм)
«Русский счёт» — российский комедийный фильм режиссёра Михаила Кокшенова, снятый в 1994 году. Третья часть кинотрилогии: «Русский бизнес» — «Русское чудо» — «Русский счёт».

## Сюжет
В уголовный розыск приморского города поступает сообщение о прибытии двух бандитов, известных под прозвищами «Шкаф» и «Штопор». Одновременно в город приезжают два человека, внешне схожие с бандитами. В результате происходят погони, похищения и столкновения как на суше, так и на воде.

## В ролях
- Михаил Кокшенов — рецидивист «Шкаф» и Паша
- Виктор Ильичёв — Веня и «Штопор»
- Леонид Куравлёв — Иван Сидоров, майор
- Наталья Крачковская — Клава
- Наталья Хорохорина — Люба
- Валерий Носик — Роман Петрович Зуев
- Руслан Волковский — амбал
- Игорь Сивовол — амбал
- Алёна Лисовская — Звезда Востока
- Наталья Гончарова — Золотая рыбка
- Владимир Брежнев — лейтенант
- Алексей Войтюк — Коля-Николай
- Анатолий Обухов — конферансье
- Виктор Дёмин
- Феликс Ростоцкий

## Критика
Критик Валерий Туровский подробно проанализировал кинотрилогию Михаила Кокшенова в газете «Известия». Он отмечал: «Обманчивая „русскость“ трилогии Михаила Кокшенова заключается, по-моему, в обманчивости представлений режиссёра-дебютанта о смешном и несмешном. Глупыми бывают не только шутки, щедро рассыпанные в безграничном пространстве этого очередного русского чуда. Глупым бывает и смех, который эти шутки, эти коллизии, эти сюжетные несуразности только и могут вызывать».
Кинокритик Дмитрий Савельев в семитомном издании «Новейшая история отечественного кино. 1986—2000» так оценивал кинотрилогию Михаила Кокшенова: «Вылазку Михаила Кокшенова на территорию кинорежиссуры едва ли можно отнести к удачным предприятиям: авантюрная трилогия (Русский бизнес, Русский счёт, Русское чудо), изготовленная в посткооперативные времена по кооперативным рецептам, не более чем целлулоидное свидетельство о жанровых и эстетических пристрастиях распоясавшегося кинематографа ранних девяностых. Если не допустить, конечно, что Михаил Кокшенов поставил перед собой задачу продлить жизнь своего героя за кадром, дозволив ему снять авторское кино, как тот его разумеет».